# Vulcanales

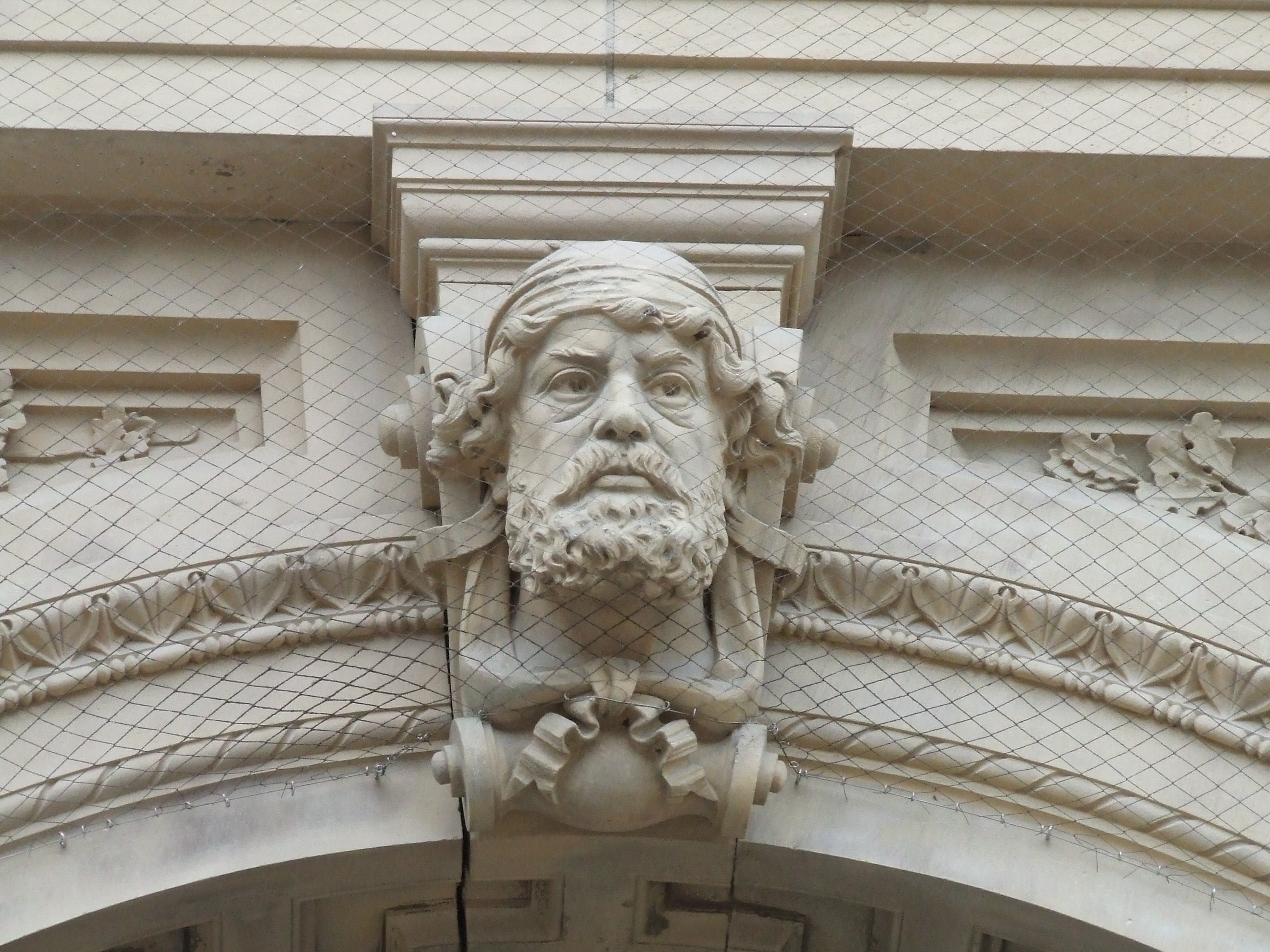
Busto de Vulcano en la Estación Central de Maguncia, Alemania.

Se llaman vulcanales o vulcanalia a las fiestas celebradas en honor de Vulcano que se celebraban en Roma el 23 de agosto de cada año, cuando con el calor del verano, las cosechas  estaban en mayor peligro de incendio.
Durante las fiestas, se encendían hogueras en honor al dios, donde se arrojaban principalmente peces vivos del Tíber o pequeños animales como un sacrificio para ser consumidos en lugar de los humanos y librarse de los incendios. También era habitual crear formas con las luces de velas y antorchas, pues Vulcano era el dios del fuego, las herramientas y la forja.
Las vulcanaes formaban parte del ciclo de las cuatro festividades de la segunda quincena de agosto junto con las consuales el 21 de agosto, las opiconsivas el 25 y las volturnales el 27, relacionadas con las actividades agrarias de ese mes y en correlación simétrica con las de la segunda quincena de julio, las lucares el 19 y 21 de julio, las neptunales el 23 y las furrinales el 25. Mientras que las fiestas de julio trataban sobre la naturaleza salvaje (bosques) y las aguas (aguas superficiales de las neptunales y aguas subterráneas de las furrinales en un momento de peligro causado por su relativa escasez, las de agosto se dedicaron a los resultados del esfuerzo humano en la naturaleza con el almacenamiento del grano cosechado de las consuales y su relación con la sociedad humana de las opiconsivas pues en ese momento estaban en riesgo y requerían protección contra los peligros de la fuerza excesiva de los dos elementos que podían provocarlo, el fuego (vulcanales) y el viento (volturnales), todo reforzado por la sequedad.
Durante las vulcanales, la gente solía colgar sus ropas y telas bajo el sol. Este hábito podría reflejar una conexión teológica entre Vulcano y el Sol divinizado. Otra costumbre observada en este día es que se comenzara a trabajar a la luz de una vela, probablemente para propiciar un uso beneficioso del fuego por parte del dios.
Además de las vulcanales del 23 de agosto, durante el 23 de mayo, se celebraba la segunda de las dos ceremonias anuales de las tubilustrias o ceremonias para la purificación de las trompetas, sagradas para Vulcano.
Los Ludi Vulcanalici, se llevaron a cabo una sola vez el 23 de agosto del 20 a. C., dentro del recinto del templo de Vulcano, el Volcanal, y Augusto los aprovechó para marcar el tratado con Partia y el regreso de los estandartes de las legiones que se habían perdido en la Batalla de Carrhae en 53 a. C.
Un flamen, uno de los flamines minors llamado flamen Vulcanalis estaba a cargo del culto al dios que oficiaba un sacrificio a la diosa Maia cada año en las Calendas de mayo.
Vulcano estaba entre los dioses aplacados después del Gran Incendio de Roma en el año 64. En respuesta al mismo incendio, Domiciano (emperador del 81-96) estableció un nuevo altar a Vulcano en la colina del Quirinal. Desde entonces, se añadieron un ternero y un jabalí, ambos con pelaje rojo, a los sacrificios realizados en las vulcanales, al menos en esa zona de la ciudad.

## Historia
La fecha también es significativa para la historia de la península ibérica, pues, según el historiador Apiano, en esta misma fecha y durante el año 153 a. C., comenzó el enfrentamiento entre el ejército romano al mando de Quinto Fulvio Nobilior, compuesto por 30.000 hombres, y el ejército celtibérico de segedenses y numantinos al mando de Caro de Segeda, con 25.000 hombres. El resultado de esta primera batalla fue a favor de los celtíberos, murieron 6.000 romanos y desde entonces Roma declaró este día como nefasto.
Como irónica casualidad, el volcán Vesubio destruyó la ciudad romana de Pompeya el 24 de agosto del año 79, al día siguiente de festejadas las vulcanales de ese año.

## Cultura popular
Anualmente y desde el año 2002, una recreación histórica de la batalla tiene lugar en Mara, municipio de la provincia de Zaragoza, el sábado más próximo al 23 de agosto (fecha romana original de la festividad, y día de Vulcano en el calendario latino). 